# Monchio delle Corti
Monchio delle Corti là một đô thị ở tỉnh Parma ở vùng Emilia-Romagna của Italia, tọa lạc cách khoảng100 km về phía tây của Bologna và khoảng45 km về phía tây nam của Parma. Đến thời điểm ngày 31 tháng 12 năm 2004, đô thị này có dân số 1.149 và diện tích là 69,3 km².
Đô thịMonchio delle Corti bao gồm các frazioni (đơn vị trực thuộc, làng) Aneta, Antria, Bastia, Casarola, Ceda, Cozzanello, Lugagnano Inferiore, Lugagnano Superiore, Monchio Basso, Montale, Pianadetto, Ponte Lugagnano, Prato, Riana, Rigoso, Rimagna, Ticchiano, Trecoste, Trefiumi, Trincera, Valditacca, and Vecciatica.
Monchio delle Corti tiếp giáp các đô thị sau đây: Bagnone, Comano, Corniglio, Licciana Nardi, Palanzano, Ramiseto.